# Les Requins
Pour plus de détails, voir Fiche technique et Distribution.
Les Requins (titre original : Shark's Treasure) est un film américain réalisé et interprété par Cornel Wilde en 1975.

## Synopsis
Un groupe d'aventuriers part à la recherche d'un trésor enfoui au fond de la mer. Au cours de leur voyage, ils affrontent des pirates mais surtout des requins.

## Fiche technique
- Titre original : Shark's Treasure
- Réalisation : Cornel Wilde
- Scénario : Cornel Wilde
- Directeur de la photographie : Jack Atcheler
- Montage : Byron « Buzz » Brandt
- Musique : Robert O. Ragland
- Décors : Donald B. Nunley
- Production : Cornel Wilde
- Genre : Film d'aventures
- Pays de production :  États-Unis
- Durée : 95 minutes (1 h 35)
- Date de sortie :
  - États-Unis : 18 avril 1975
  - France : 19 mai 1976

## Distribution
- Cornel Wilde (VF : René Arrieu) : Jim « Skipper » Carnahan
- Yaphet Kotto (VF : Marc de Georgi) : Ben Flynn
- John Neilson (VF : Thierry Bourdon) : Ron Walker
- Cliff Osmond (VF : André Valmy) : Lobo
- David Canary (VF : Michel Gatineau) : Larry Hicks
- David Gilliam (VF : Jean-Pierre Leroux) : Johnny dit « Juanito »
- Caesar Cordova (VF : Henry Djanik) : Pablo
- Gene Borkan (VF : Claude Joseph) : « Kook » (« Cuistot » en VF)
- Dale Ishimoto (VF : René Bériard) : Ishi (Yaki en VF)
- Roxanna Bonilla (VF : Julia Dancourt) : Linda
- Carmen Argenziano (VF : Jacques Chevalier) : le lieutenant de la Police mexicaine
- Clint Denn (VF : Pierre Marteville) : l'usurier

## Commentaire
Sorti la même année que Les Dents de la mer, ce film est passé pratiquement inaperçu face à l'immense succès du film de Steven Spielberg.